# Roska Márton
Roska Márton (Magyarköblös, 1880. június 15. – Budapest, 1961. július 16.) régész. Fő kutatási területe a honfoglalás kora volt; Erdélyben több ilyen tárgyú ásatást végzett.

## Életpályája
Az erdélyi örmény Roska család leszármazottja (eredeti név: karmir 'կարմիր').
A szamosújvári örmény árvaházban nőtt fel, a helyi gimnáziumban tanult. 1905-ben történelem-földrajz tanári diplomát szerzett a kolozsvári egyetemen, 1908-ban doktorált. 1901-től gyakornokként dolgozott az Erdélyi Nemzeti Múzeum Érem- és Régiségtárában. 1915–1917 között önként vállalt harctéri szolgálatot. Az első világháború után az egyetem Klasszika Filológia Intézetében lett tanársegéd. 1938–1940 között a debreceni, 1940–1944 között ismét a kolozsvári, majd 1945–1950 között a szegedi egyetemen tanította a régészetet. 1942–1944 között a Kolozsvári Szemle című negyedévente megjelenő lap munkatársaként működött.

## Művei
- A gyakorlati régészet köréből, 1912
- Bevezetés az őskorba, 1913
- Néprajzi feladatok Erdélyben, Kolozsvár, 1923
- Cercetări arheologice în munții Hunedoarei (társszerző D. M. Teodorescu), 1923
- A régibb kőkor, 1926
- Az ősrégészet kézikönyve. 1–2., egyetemi jegyzet, 1926–1927
- Az újabb kőkor, 1927
- Erdély őskora, Erdély és a népvándorlás kora. A honfoglalás és Erdély (in: A történeti Erdély, Budapest, 1936)
- A zsinegdíszes agyagmívesség Erdélyben, Debrecen, 1939
- A Torma Zsófia-gyűjtemény az Erdélyi Nemzeti Múzeum Érem- és Régiségtárában, 1941
- Erdély régészeti repertoriuma. I. Őskor, Kolozsvár, 1942
- Székelyföld egyes bronzkori leleteinek elemzése. Roska Márton kéziratos hagyatékából; szerk., előszó, jegyz. Székely Zsolt; Tortoma, Barót, 2016 (Tortoma értéktár)